# Mollie O'Callaghan
Mollie Grace O'Callaghan (Brisbane, 2 aprile 2004) è una nuotatrice australiana, vincitrice di cinque medaglie d'oro e una di bronzo ai Giochi olimpici estivi.

## Carriera

### 2019-2021: dagli inizi alle Olimpiadi di Tokyo
Nel 2019 O'Callaghan partecipa ai mondiali giovanili di Budapest, dove coglie la medaglia d'argento nella 4x100 metri stile libero. Due anni dopo, invece, l'australiana prende parte ai Giochi Olimpici di Tokyo, dove partecipa agli eventi in staffetta: si aggiudica il bronzo nella 4x200 metri stile libero e vince due medaglie d'oro, nella 4x100 metri stile libero e nella 4x100 metri misti.

### 2022: mondiali di Budapest, Giochi del Commonwealth e mondiali in vasca corta
Nel corso del 2022 O'Callaghan partecipa alla sua prima rassegna mondiale a Budapest: oltre a due ori (nella 4x100 metri stile libero e nell'evento misto, dove contribuisce a siglare il nuovo record del mondo) e due argenti (nella 4x200 metri stile libero e nella 4x200 metri misti) in staffetta, l'australiana si aggiudica le sue prime medaglie internazionali a livello individuale, conquistando l'argento nei 200 metri stile libero con il tempo di 1'55"22 (alle spalle di Yang Junxuan) e la medaglia d'oro nei 100 metri stile libero, con il tempo di 52"67, diventando la quinta australiana nella storia a trionfare in questa specialità.
Successivamente prende parte ai Giochi del Commonwealth di Birmingham, dove riesce a vincere 4 medaglie d'oro negli eventi in staffetta (con record del mondo nella 4x200 metri stile libero) e tre medaglie nell'individuale, di cui un oro nei 100 metri stile libero.
Ai mondiali in vasca corta di Melbourne ottiene 5 medaglie negli eventi in team, facendo segnare tre nuovi record del mondo nelle tre gare in cui ha vinto l'oro. Individualmente, raccoglie un bronzo nei 50 metri dorso e un argento nei 100 metri dorso.

### 2023: mondiali di Fukuoka
Durante i mondiali di Fukuoka del 2023 O'Callaghan si aggiudica ben quattro medaglie d'oro: la prima nella 4x100 metri stile libero, dove le australiane fanno segnare il record del mondo con il tempo di 3'27"96. La seconda arriva nei 200 metri stile libero, dove vince realizzando un tempo di 1'52"85, che vale il nuovo record del mondo nella specialità, superando quello di Federica Pellegrini che resisteva dal 2009. La terza giunge nei 100 metri stile libero, dove conclude in testa con il tempo di 52"16 davanti a Haughey e Steenbergen. La quarta arriva, infine, nella 4x200 metri stile libero, dove con il tempo di 7’37”50 l'Australia fa segnare anche qui il record del mondo.

### 2024-2025: Olimpiadi di Parigi e mondiali di Singapore
Alle Olimpiadi di Parigi 2024 vince la medaglia d'oro nei 200 metri stile libero e nelle staffette 4x100 e 4x200 metri stile libero, siglando peraltro in tutti e tre i casi il nuovo record olimpico sulla distanza, la medaglia d'argento nella staffetta 4x100 metri mista e quella di bronzo nella 4x100 metri misti mista.
Nel 2025 prende parte ai mondiali di Singapore, dove sale sul gradino più alto del podio nei 200 metri stile libero, nella 4x100 m stile libero e nella 4x200 m stile libero.

## Palmarès
| Anno | Manifestazione          | Sede       | Evento             | Risultato | Prestazione | Note             |
| ---- | ----------------------- | ---------- | ------------------ | --------- | ----------- | ---------------- |
| 2019 | Mondiali giovanili      | Budapest   | 4x100 m sl         | Argento   | 3'40"85     |                  |
| 2021 | Giochi olimpici         | Tokyo      | 4x100 m sl         | Oro       | 3'31"73     | [ 10 ]           |
| 2021 | Giochi olimpici         | Tokyo      | 4x200 m sl         | Bronzo    | 7'44"61     | [ 10 ]           |
| 2021 | Giochi olimpici         | Tokyo      | 4x100 m misti      | Oro       | 3'55"39     | [ 10 ]           |
| 2022 | Mondiali                | Budapest   | 100 m sl           | Oro       | 52"67       |                  |
| 2022 | Mondiali                | Budapest   | 200 m sl           | Argento   | 1'55"22     |                  |
| 2022 | Mondiali                | Budapest   | 4x100 m sl         | Oro       | 3'30"95     |                  |
| 2022 | Mondiali                | Budapest   | 4x200 m sl         | Argento   | 7'43"86     |                  |
| 2022 | Mondiali                | Budapest   | 4x100 m misti      | Argento   | 3'54"25     |                  |
| 2022 | Mondiali                | Budapest   | 4x100 m sl mista   | Oro       | 3'19"38     |                  |
| 2022 | Giochi del Commonwealth | Birmingham | 100 m sl           | Oro       | 52"63       |                  |
| 2022 | Giochi del Commonwealth | Birmingham | 200 m sl           | Argento   | 1'54"01     |                  |
| 2022 | Giochi del Commonwealth | Birmingham | 50 m dorso         | Argento   | 27"47       |                  |
| 2022 | Giochi del Commonwealth | Birmingham | 4x100 m sl         | Oro       | 3'30"64     |                  |
| 2022 | Giochi del Commonwealth | Birmingham | 4x200 m sl         | Oro       | 7'39"29     |                  |
| 2022 | Giochi del Commonwealth | Birmingham | 4x100 m misti      | Oro       | 3'54"54     |                  |
| 2022 | Giochi del Commonwealth | Birmingham | 4x100 m sl mista   | Oro       | 3'21"18     |                  |
| 2022 | Mondiali in vasca corta | Melbourne  | 50 m dorso         | Bronzo    | 25"61       | Record oceaniano |
| 2022 | Mondiali in vasca corta | Melbourne  | 100 m dorso        | Argento   | 55"62       |                  |
| 2022 | Mondiali in vasca corta | Melbourne  | 4x50 m sl          | Argento   | 1'34"23     | Record oceaniano |
| 2022 | Mondiali in vasca corta | Melbourne  | 4x100 m sl         | Oro       | 7'30"87     | Record mondiale  |
| 2022 | Mondiali in vasca corta | Melbourne  | 4x200 m sl         | Oro       | 7'30"87     | Record mondiale  |
| 2022 | Mondiali in vasca corta | Melbourne  | 4x50 m misti       | Oro       | 1'42"35     | Record mondiale  |
| 2022 | Mondiali in vasca corta | Melbourne  | 4x100 m misti      | Argento   | 3'44"92     | Record oceaniano |
| 2023 | Mondiali                | Fukuoka    | 100 m sl           | Oro       | 52"16       |                  |
| 2023 | Mondiali                | Fukuoka    | 200 m sl           | Oro       | 1'52"85     | Record mondiale  |
| 2023 | Mondiali                | Fukuoka    | 4x100 m sl         | Oro       | 3'27"96     | Record mondiale  |
| 2023 | Mondiali                | Fukuoka    | 4x100 m sl misti   | Oro       | 3'18"83     | Record mondiale  |
| 2023 | Mondiali                | Fukuoka    | 4x200 m sl         | Oro       | 7'37"50     | Record mondiale  |
| 2023 | Mondiali                | Fukuoka    | 4x100 m misti      | Argento   | 3'53"37     |                  |
| 2024 | Giochi olimpici         | Parigi     | 200m sl            | Oro       | 1’53"27     | Record olimpico  |
| 2024 | Giochi olimpici         | Parigi     | 4x100m sl          | Oro       | 3'28"92     | Record olimpico  |
| 2024 | Giochi olimpici         | Parigi     | 4x200m sl          | Oro       | 7'38"08     | Record olimpico  |
| 2024 | Giochi olimpici         | Parigi     | 4x100m misti       | Argento   | 3'53"11     |                  |
| 2024 | Giochi olimpici         | Parigi     | 4x100m misti mista | Bronzo    | 3'38"76     | Record oceaniano |
| 2025 | Mondiali                | Singapore  | 100m sl            | Argento   | 52"67       |                  |
| 2025 | Mondiali                | Singapore  | 200m sl            | Oro       | 1'53"48     |                  |
| 2025 | Mondiali                | Singapore  | 4x100m sl          | Oro       | 3'30"60     |                  |
| 2025 | Mondiali                | Singapore  | 4x200m sl          | Oro       | 7'39"35     |                  |
| 2025 | Mondiali                | Singapore  | 4x100m misti       | Argento   | 3'52"67     |                  |